# Qangwa
Qangwa est une ville du Botswana.